# Rise and Fall, Rage and Grace
Rise and Fall, Rage and Grace (engl. für: „Aufstieg und Fall, Wut und Gnade“) ist das achte Studioalbum der US-amerikanischen Punkrock-Band The Offspring und wurde am 13. Juni 2008 über die Labels Columbia Records und Sony BMG veröffentlicht.

## Entstehung
Die ersten Arbeiten an dem Album begannen bereits im Jahr 2004. Im September 2004 sagte Holland, dass es einige neue Songs gäbe, die sich ziemlich gut anhören. Außerdem kündigte er an, dass das neue Album bereits 2005 veröffentlicht werden solle. Von Juni bis August 2005 wurden die Arbeiten jedoch unterbrochen, um auf der Vans Warped Tour mitzuspielen. Zeitgleich zu dieser Tour veröffentlichte Sony BMG am 27. Juni 2005 ein Greatest-Hits-Album von The Offspring. Nach der Tour wurden die Arbeiten am Album wieder aufgenommen. Im September 2006 wurde Bob Rock als Produzent bekannt gegeben. Am 16. November 2006 gab die Band schließlich auf ihrer Website bekannt, dass die Aufnahmen im Studio begonnen haben.
Im Juli 2007 bestätigten sich die Gerüchte, dass Adam Willard die Band verlässt, um sich auf seine Arbeit bei Angels & Airwaves zu konzentrieren. Als neuer Schlagzeuger wurde Pete Parada vorgestellt, für die Aufnahmen an dem Album wurde jedoch Josh Freese gewonnen, der bereits 2003 Schlagzeuger von The Offspring war.
Am 9. April 2008 wurde auf der Website der Band bekannt gegeben, dass die Aufnahmen zum neuen Album abgeschlossen seien. Das Album selbst erschien am 11. Juni 2008 in Japan, wo es mit einem Bonustitel versehen war. Am 13. Juni 2008 erschien das Album in Deutschland, Österreich und der Schweiz, am 16. Juni 2008 in Großbritannien und am 17. Juni in den USA.

## Covergestaltung
Das Albumcover zeigt eine gemalte weibliche Gestalt, die rote Flügel trägt und der zwei Pfeile im Herz stecken. Außerdem sind ihre beiden Hände an Ketten gefesselt. Über bzw. unter dem Bild stehen die Schriftzüge The Offspring und Rise and Fall, Rage and Grace in Rot. Der Hintergrund ist komplett schwarz gehalten.

## Titelliste
Wenn nicht anders angegeben, wurden die Songs von The Offspring geschrieben.
1. Half-Truism – 3:27
2. Trust in You – 3:09
3. You’re Gonna Go Far, Kid – 2:58
4. Hammerhead – 4:38
5. A Lot Like Me – 4:28
6. Takes Me Nowhere – 2:59
7. Kristy, Are You Doing Okay? – 3:42
8. Nothingtown – 3:29
9. Stuff Is Messed Up – 3:31
10. Fix You – 4:19
11. Let’s Hear It for Rock Bottom – 4:05
12. Rise and Fall – 2:59

Japan-Edition
1. O.C. Life (geschrieben von Rikk Agnew) – 2:53

## Rezeption
| Professionelle Bewertungen | Professionelle Bewertungen |
| -------------------------- | -------------------------- |
| Kritiken                   |                            |
| Quelle                     | Bewertung                  |
| laut.de                    | [ 9 ]                      |
| cdstarts.de                | [ 10 ]                     |
| Rolling Stone              | [ 11 ]                     |
| allmusic                   | [ 12 ]                     |

Von Kritikern bekam das Album unterschiedliche Bewertungen.
Mathias Möller vergibt auf laut.de 3 von 5 Sterne und lobt vor allem die erste Hälfte des Albums. Allerdings sei das Album auch nur mäßig interessant.
Albert Ranner vergibt auf cdstarts.de 5 von 10 Punkte und bezeichnet das Album als nicht überzeugend. Er sieht in A Lot Like Me, Stuff Is Messed Up und Let´s Hear It For Rock Bottom einige positive Ausrutscher.
Paul Kraker vergibt auf now-on.at 4 von 5 Sterne und sagt, dass dank Punkriffs und dem Gesang von Dexter Holland mehr Farben schlummern als das ewige Punkrock-Grau.

## Kommerzieller Erfolg

### Chartplatzierungen und Singles
Rise and Fall, Rage and Grace erreichte in Deutschland Platz 13 der Charts und konnte sich elf Wochen in den Top 100 halten.
Als Singles wurden die Lieder Hammerhead, You’re Gonna Go Far, Kid, Kristy, Are You Doing Okay? und Half-Truism ausgekoppelt. Besonders You’re Gonna Go Far, Kid war recht erfolgreich und erhielt in den Vereinigten Staaten für mehr als 500.000 verkaufte Einheiten eine Goldene Schallplatte.
| ChartsChartplatzierungen       | Höchstplatzierung | Wochen |
| ------------------------------ | ----------------- | ------ |
| Deutschland (GfK)              | 13 (11 Wo.)       | 11     |
| Österreich (Ö3)                | 7 (14 Wo.)        | 14     |
| Schweiz (IFPI)                 | 5 (14 Wo.)        | 14     |
| Vereinigte Staaten (Billboard) | 10 (30 Wo.)       | 30     |
| Vereinigtes Königreich (OCC)   | 39 (2 Wo.)        | 2      |

| ChartsJahrescharts (2008) | Platzierung |
| ------------------------- | ----------- |
| Schweiz (IFPI)            | 81          |

### Auszeichnungen für Musikverkäufe
| Land/Region               | Auszeichnungen für Musikverkäufe (Land/Region, Auszeichnung, Verkäufe) | Verkäufe |
| ------------------------- | ---------------------------------------------------------------------- | -------- |
| Australien (ARIA)         | Gold                                                                   | 35.000   |
| Japan (RIAJ)              | Gold                                                                   | 100.000  |
| Kanada (MC)               | Platin                                                                 | 80.000   |
| Neuseeland (RMNZ)         | Platin                                                                 | 15.000   |
| Russland (NFPF)           | Gold                                                                   | 10.000   |
| Vereinigte Staaten (RIAA) | Gold                                                                   | 500.000  |
| Insgesamt                 | 5× Gold · 2× Platin ·                                                  | 740.000  |

Hauptartikel: The Offspring/Auszeichnungen für Musikverkäufe